# Гал Б. Волліс
Гал Б. Волліс (англ. Hal B. Wallis; 14 вересня 1898, Чикаго — 5 жовтня 1986, Ріверсайд) — американський кінопродюсер, який у 1933–1944 роках очолював виробничий департамент студії Warner Bros. Володар премії «Оскар» за фільм «Касабланка» (1944 рік) і двох нагород імені Ірвінга Тальберга (1939 і 1944 роки).

## Біографія
Гарольд Брент Волліс народився у Чикаго в 1898 році в сім'ї східноєвропейських євреїв, які після еміграції в США змінили своє прізвище Валінскі (англ. Walinsky) на Волліс. У 1922 році його сім'я переїхала в Лос-Анджелес (штат Каліфорнія), де він знайшов скромну роботу в рекламному відділі кінокомпанії «Ворнер Бразерс». Він швидко вчився і просувався кар'єрними сходами і вже через кілька років очолив виробництво фільмів на студії. У 1931 році на два роки уступив це місце Деррілу Зануку.
За довгу кар'єру кінопродюсера (більше п'ятдесяти років) він брав участь у створені більш ніж 400 повнометражних голлівудських фільмів, включаючи знамениту серію пригодницьких стрічок з Ерролом Флінном у головній ролі. У 1944 році покинув студію, щоб стати одним з найуспішніших незалежних гравців студійної системи.
У 1950 роки Гал Волліс брав активну участь у просуванні іміджу Елвіса Преслі в Голлівуді. Він спродюсував кілька фільмів за участю «короля рок-н-ролу», таких як «Любити тебе» (1957), «Кінг Креол» (1958), «Солдатський блюз» (1960), «Блакитні Гаваї» (1961), «Дівчата! Дівчата! Дівчата!» (1961), «Веселощі у Акапулько» (1963). Фінансовий успіх цих кінокартин дозволяв Воллісу вкладати гроші в інші фільми.
Волліс був одружений двічі: на актрисі Луїзі Фазенді (з 1927 до 1962 роки) і на актрисі Марті Гаєр (з 1966 року до своєї смерті в 1986 році).
Гал Б. Волліс помер на власній віллі в курортному містечку Ранчо-Мірідж (Каліфорнія) у віці 88 років і похований згідно зі своїм заповітом у склепі «Великого мавзолею» на цвинтарі Форест-Лаун в Глендейлі.

## Вибрана фільмографія
- 1930: Маленький Цезар / Little Caesar
- 1931: П'ятизірковий фінал / Five Star Final
- 1932: Я — втікач-каторжанин / I Am a Fugitive from a Chain Gang
- 1933: 42-а вулиця / 42nd Street
- 1939: Приватне життя Єлизавети та Ессекса / The Private Lives of Elizabeth and Essex
- 1940: Король лісорубів / King of the Lumberjacks
- 1941: Щиро твій / Affectionately Yours
- 1942: Касабланка / Casablanca
- 1949: Піщана мотузка / Rope of Sand
- 1955: Татуйована троянда / The Rose Tattoo